# Nikolai Nikolajewitsch Pogodin
Nikolai Nikolajewitsch Pogodin (russisch Николай Николаевич Погодин; * 18. November 1930 in Istra, Sowjetunion; † 15. Dezember 2003 in Dedowsk, Russische Föderation) war ein sowjetischer bzw. russischer Theater- und Film-Schauspieler.

## Herkunft und Laufbahn
Nikolai Pogodin war der zweite Sohn des Försters Nikolai Sergejewitsch Pogodin († 1972) und der Hausfrau Alexandra Wladimirowna Pogodina. Die Mutter war sehr musikalisch und trat auch bei örtlichen Veranstaltungen auf. Sein älterer Bruder Juri war später im Staatlichen Komitee für Auswärtige Wirtschaftsbeziehungen beschäftigt.
Von 1937 bis zum Einmarsch der Wehrmacht im November 1941 besuchte er das örtliche Gymnasium Nr. 2. Der Vater schloss sich den Partisanen an, während die Mutter mit den beiden Söhnen bis zur Befreiung im Dezember desselben Jahres in der Stadt verblieb. Da ihr gesamtes Eigentum zerstört wurde, zog die Familie nach Dedowsk. Der junge Nikolai absolvierte dort die Realschule und besuchte anschließend die Berufsschule der Eisenbahner in Moskau. Er schloss 1950 die Ausbildung zum Elektrotechniker ab, arbeitete zwei Jahre in diesem Beruf und besuchte parallel eine Abendschule.
1952 begann Pogodin am Staatlichen All-Unions-Institut für Kinematographie unter Juli Raisman Schauspiel zu studieren. Nach dem Abschluss im Jahr 1957 trat der dunkelhaarige Darsteller in das Moskauer Theaterstudio der Kinodarsteller ein. Im Film war er bereits als Kind als Nebendarsteller in Гаврош (Gawrosch, 1937) zu sehen, regelmäßige Auftritte folgten jedoch erst ab Солдаты (Soldatey, 1956). Dem schloss sich im Melodram Город зажигает огни (Gorod saschigajet ogni, 1958) seine einzige Hauptrolle an. Anfangs war Pogodin auf die Rollen von Militärangehörigen festgelegt, ab den frühen 1960er Jahren wurden seine Charaktere aber vielschichtiger. In Ist sie eine Wette wert? (1961) gab er ein Gesangsduett mit Ljussjena Iwanowna Owtschinnikowa, das Lied Старый клён (Stary kljon) wurde von Alexandra Pachmutowa und Michail Lwowitsch Matusowski geschrieben. Weitere namhafte Auftritte absolvierte Pogodin in Они не пройдут (Oni ne proidut, 1965), По тонкому льду (Po tonkomu ldu, 1966), Дикий мед (Diki med, 1967), Совесть (Sowest, 1974), Дорога (Doroga, 1975), Мелодия на два голоса (Melodija na dwa golosa, 1980), Говорит Москва (Goworit Moskwa), Грядущему веку (Grjaduschtschemu weku, beide 1985) und Из жизни Федора Кузькина (Is schisn Fedora Kuskina, 1989). Außerdem beteiligte er sich als Synchronsprecher an den russischsprachigen Fassungen von Viele Gesichter hat die Liebe (1960), Die Kette (1964) und der sowjetisch-estnischen Produktion Me olime kaheksateistkümneaastased (1965).
Seit 1996 trug Pogodin den Titel Verdienter Künstler der Russischen Föderation.

## Privatleben
Nikolai Pogodin galt als fröhlicher, geselliger und künstlerisch affiner Mensch, neben dem Schauspiel betätigte er sich auch als Dichter und Mundharmonika- sowie Akkordeonspieler. Zu seiner Mutter hegte der Darsteller stets eine enge Bindung, weshalb sich auch seine Frau Lidija Fjodorowna nach zwölf Jahren Ehe von ihm trennte. Die gemeinsame Tochter Jelena sah er nur noch selten.
Pogodin hatte über Jahre hinweg Alkoholprobleme. Im November 1968 verlor er aufgrund mehrfachen Fehlverhaltens seine Stelle am Theater, wurde aber im Juni 1971 wieder eingestellt. Ein halbes Jahr später kam es aufgrund von Trunkenheit am Arbeitsplatz zur zweiten Entlassung. Es folgten acht Jahre als freischaffender Schauspieler, erst 1980 nahm ihn das Gorki-Filmstudio unter Vertrag. Sein Berufsleben beendete Pogodin mit der Rolle in Aufsatz zum Tag des Sieges (1998).
Nach dem Tod der Mutter lebte er mit seinem Bruder im gemeinsamen Elternhaus in Dedowsk. Dort starb der ehemalige Mime wenige Wochen nach seinem 73. Geburtstag und wurde anschließend auf dem örtlichen Friedhof beigesetzt.

## Theater (Auswahl)
- Директор (Direktor) – von Juri Markowitsch Nagibin
- День приезда, день отъезда (Den prijesda, den otjesda) – von Walentin Konstantinowitsch Tschernych
- Чудо (Tschudo) – von Sawwa Jakowlewitsch Kulisch
- Гармония (Garonija) – von Alexander Sergejewitsch Gorochow

## Filmografie (Auswahl)
- 1959: Soldatenherzen (Soldatskoje serdze)
- 1961: Fünf Tage – Fünf Nächte (Pjat dnei, pjat notschei)
- 1961: Ist sie eine Wette wert? (Dewtschata)
- 1963: Eroberer der Lüfte (Im pokarjajetsja nebo)
- 1964: Die Stille (Tischina)
- 1966: Asjas Glück (Istorija Asi Kljatschinoi, kotoraja ljubila, da ne wyschla samuch)
- 1969: Brilliantowaja ruka
- 1973: Der unverbesserliche Lügner (Neisprawimy lgun)
- 1974: Kalina Krassnaja – Roter Holunder (Kalina krasnaja)
- 1975: Roboter im Sternbild Kassiopeia (Otroki wo Wselennoi)
- 1975: Ironie des Schicksals (Ironija sudby ili S ljochkim parom)
- 1975: Iwan und Marja (Iwan da Marja)
- 1976: Dem hellen Feuer entgegen (Na jasny ogon)
- 1977: Weißer Bim Schwarzohr (Bely Bim – Tschjornoje ucho)
- 1979: Die Wende (Poworot)
- 1979: Suche den Wind (Ischtschi wetra...)
- 1980: Der Detektiv (Syschtschik)
- 1981: Auf der Spur des Tigers (Po sledu wlastelina)
- 1981: Alarm an der Küste (Prawo na wystrel)
- 1982: Das Geschenk des Emirs (Sluscha otetschestwu)
- 1983: Kühne Recken von Nowgorod (Wassili Buslajew)
- 1984: Die letzten Wölfe (Pristupit k likwidazii)
- 1987: Der Luchs kehrt zurück (Rys woswrawschtschajetsja)
- 1998: Aufsatz zum Tag des Sieges (Sotschinenije ko Dnju Powedy)